# Presbytère de Barizey
Le presbytère de Barizey est situé à Barizey dans le département de Saône-et-Loire et la région Bourgogne-Franche-Comté.

## Présentation
Cet édifice date du XVIIIe siècle, il fait l’objet d’une inscription au titre des monuments historiques en 1976.